# Nephrotoma leucostigma
Nephrotoma leucostigma är en tvåvingeart som beskrevs av Alexander 1960. Nephrotoma leucostigma ingår i släktet Nephrotoma och familjen storharkrankar.
Artens utbredningsområde är Moçambique. Inga underarter finns listade i Catalogue of Life.